# Immenhausen
Immenhausen è un comune tedesco di 7 092 abitanti, situato nel land dell'Assia.